# 玫瑰的故事 (电影)
《玫瑰的故事》是1986年的香港文藝愛情片。影片由楊凡自編自導，並由張曼玉、周潤發和張堅庭主演。《玫瑰的故事》改編自亦舒的同名小說，講述黃玫瑰經歷情傷走過滄桑的人生故事。

## 劇情

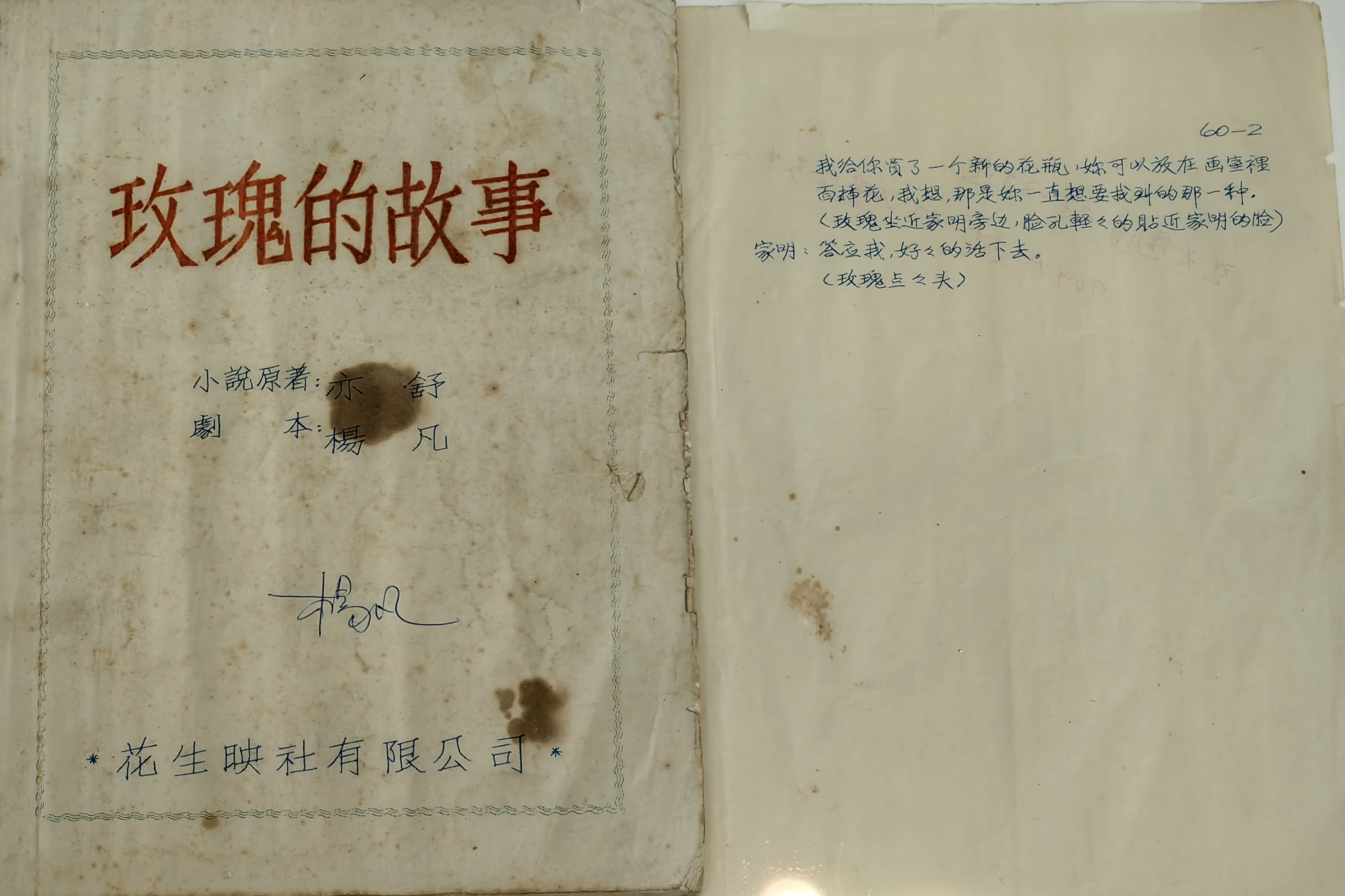
《玫瑰的故事》剧本

黃玫瑰是一个天真美丽的少女，身边不乏各种追求者。而她唯一的亲人哥哥更是对她呵护备至。直到她遇见了已经订婚的庄国栋，才真正体会到了爱一个人所带来的痛苦。玫瑰决定远离香港这个伤心地，于是不顾哥哥的不舍便飞往巴黎求学，并嫁作他人妇。直到哥哥生病离世，已离婚的玫瑰又再度返港，遇到了对她百般关爱的傅家明，就在她再次披上婚纱之时，噩耗又再次传来。

## 演員表
- 張曼玉 飾 黃玫瑰
- 周潤發 飾 黃振華、傅家明
- 張堅庭 飾 方協文
- 陳冠中 飾 周任輝
- 夏萍 飾 芬姐
- 陳俊國 飾 莊國棟
- 張耀揚 飾 Alex
- 連偉健 飾 傅家輝

## 製作
女主角一開始人選有鍾楚紅和林青霞，男主角人選從周潤發、陳百強、張國榮等傳了一輪。

## 同名作品
由劉亦菲、佟大為主演的同名內地电视劇《玫瑰的故事》于2024年播出。

## 外部連結
- 香港影庫上《玫瑰的故事》的資料（繁體中文）
- 互联网电影数据库（IMDb）上《玫瑰的故事》的资料（英文）